# Stefan Schürf
Stefan Schürf (* 8. März 1989 in München) ist ein ehemaliger deutscher Fußballspieler, der in der Abwehr eingesetzt wurde.

## Karriere
Vom Jugendverein TSV Forstenried, für den er bis 2001 aktiv war, wechselte Schürf in die Jugendabteilung des FC Bayern München. Dem Jugendalter entwachsen wurde er in die Drittliga-Mannschaft aufgenommen. Nach einer 18-monatigen Verletzungspause bestritt er am 29. März 2009, dem 28. Spieltag der Saison 2008/09 sein Profidebüt, als er in der 88. Minute Manuel Duhnke ersetzte. In den restlichen Partien der Spielzeit war er Stammkraft und kam so in seiner Premierensaison im Herrenbereich auf 12 Einsätze, bei denen er je zweimal ein- sowie ausgewechselt wurde.
2009/10 war Schürf von Beginn an im Team der Bayern-Reserve gesetzt und stand auch im 26-köpfigen UEFA-Champions-League-Kader der Profi-Mannschaft, die in diesem Jahr dort das Finale erreichte. Für die erste Mannschaft absolvierte er jedoch weder in diesem Wettbewerb, noch in einem anderen Pflichtspiel eine Partie. Am 13. November 2009 debütierte er in der U-20-Nationalmannschaft, die in Hoffenheim ein 2:2-Unentschieden gegen die Auswahl Österreichs erzielte. Auch am 8. Dezember 2009 kam er beim 4:1-Erfolg über Italien zu einem Kurzeinsatz.
Nach 13 Einsätzen in der 3. Liga erlitt er im Januar 2010 einen Kreuzbandriss, sodass er für den Rest der Saison ausfiel. Auch in der Saison 2010/11 kam er nach seiner Verletzung nicht mehr auf die Beine und gab schließlich im Januar 2011 bekannt, dass er seinen im Sommer auslaufenden Vertrag nicht verlängern und seine aktive Karriere bereits im Alter von 22 Jahren beenden werde.